# Niágara, ca. 1869 (Albert Bierstadt)
La vista de la cataratas del Niágara es una pintura de Albert Bierstadt, realizada al óleo sobre papel, datada circa 1869. Bierstadt fue un pintor paisajista, miembro destacado de la llamada «Escuela de las Montañas Rocosas», una rama surgida de la Escuela del río Hudson.                                                                                                                                                                                                                                        

## Tema de la obra
Las cataratas del Niágara son un grupo de cascadas formadas por el río Niágara, situadas en la parte nororiental de América del Norte, en la frontera entre los Estados Unidos y Canadá. Aunque muy probablemente fueran visitadas anteriormente por personas europeas, fue el misionero franciscano Louis Hennepin quien las describió por primera vez y publicó su existencia.

## Análisis de la obra
- Pintura al óleo sobre papel; año 1869; Colección privada.
- Firmado en la parte inferior, a la izquierda "A. Bierstadt "

A pesar de que se trata de una obra muy elaborada, tiene el carácter de un boceto realizado al plenairismo, y el hecho de que esté realizada en soporte papel refuerza esta idea. Cabe destacar que las hojas de los árboles mantienen un cierto verdor, lo que sugiere que esta obra fue realizada en una fecha en la que la temperatura era todavía moderada. Bierstadt regresó de Europa en el otoño de 1869, y en aquel momento visitó este paraje, pero también hay un registro de una visita de Bierstadt al lugar en septiembre de 1865. Aunque Bierstadt hizo varias obras sobre las cataratas del Niágara, no realizó ninguna de gran tamaño, probablemente porque consideró que Frederic Edwin Church ya había hecho una excelente pintura a gran escala sobre este tema. Sin embargo, Bierstadt muestra en este pequeño trabajo una capacidad para dar grandiosidad a la escena, logrando magníficos resultados. Los estudios de John Frederick Kensett, en 1850, sobre este tema, también adoptan un punto de vista alto, y son un interesante precedente de esta obra de Bierstadt.